# Бирштейн, Яков Авадьевич
Яков Авадьевич Бирштейн (1911—1970) — советский биолог, доктор биологических наук, профессор МГУ.

## Биография
Сын врачей — хирурга Авадия Давидовича Бирштейна (1868, Смоленск — 1922, Москва) и офтальмолога Сары (Софьи) Яковлевны Брук (1879, Чернигов — 1979, Москва), племянник депутата 1-й Государственной думы, врача Г. Я. Брука. Брат — художник М. А. Бирштейн. В 1932 году окончил биологическое отделение МГУ. В 1935 году за работы по систематике пресноводных ракообразных без защиты была присуждена степень кандидата биологических наук. Защитил диссертацию «Реликты в пресных и солоноватых водах СССР» на степень доктора биологических наук (1946). Профессор кафедры зоологии и сравнительной анатомии беспозвоночных биолого-почвенного факультета (1953—1970). Работал в МГУ с 1935 года.
В 1940 году им была основана серия Biospeologica Sovietica.
Умер в 1970 году. Похоронен на Введенском кладбище (19 уч.).

## Вклад в науку
Область научных интересов: фауна Каспийского моря, карцинология, биоспелеология. Лауреат Ломоносовской премии (1954, совместно с Л. А. Зенкевичем) за работу «Изучение фауны Курило-Камчатской впадины». Занимался карцинологией, исследованием фауны пресноводных водоемов и морей, а также пещер. Разрабатывал (совместно с коллегами-океанологами) схему вертикальной биологической зональности океана. Проанализировал понятие «реликт» в биологии. Соавтор учебника по зоогеографии. В период борьбы с «космополитизмом» стал мишенью критиков. Некоторое время оставался в МГУ только на полставки, в основном преподавая в Ярославле. В 1955 году подписал «письмо трёхсот», направленное против засилья лысенковщины.
В 1980-е годы научная деятельность Я. А. Бирштейна сама подверглась изучению и осмыслению.

## Таксоны животных, названные в честь Я. А. Бирштейна
В честь учёного названы множество таксонов животных, 3 рода, в том числе  Birsteinia Ivanov, 1952 и Birsteinius Krivolutsky, 1965, а также виды:
1. Anopogammarus birsteini Derzhavin, 1945
2. Armatognathia birsteini Kudinova-Pasternak, 1987
3. Ascorhynchus birsteini Turpaeva, 1971
4. Azygocypridina birsteini Rudjakov, 1961
5. Bacescomysis birsteini  (Bacescu, 1971)
6. Bryocamptus birsteini Borutsky, 1940
7. Caecianiropsis birsteini Kussakin, 1979
8. Carpathonesticus birsteini  (Charitonov, 1947)
9. Coeloma birsteini Ilyin, 2005
10. Crybelocephalus birsteini Thurston, 1976
11. Desertoniscus birsteini Borutzky, 1945
12. Desmosoma birsteini Menzies, 1962
13. Dorogostaiskia birsteini  (Bazikalova, 1948)
14. Eisenia birsteini Malević, 1947
15. Elaphoidella birsteini Borutsky, 1948
16. Elpidia birsteini Belyaev, 1971
17. Enhydrosoma birsteini Borutsky, 1971
18. Gammarus birsteini Karaman & Pinkster, 1977
19. Golfingia birsteini Murina, 1973
20. Haplomesus birsteini George & Menzies
21. Herpotanais birsteini Kudinova-Pasternak, 1973
22. Heteronymphon birsteini  (Turpaeva, 1956)
23. Ilyarachna birsteini George & Menzies
24. Ischnomesus birsteini Wolff, 1962
25. Jakobia birsteini Zenkevitch, 1958
26. Jeannelius birsteini Ljovuschkin, 1963
27. Leptognathia birsteini Kudinova-Pasternak, 1965
28. Ligidium birsteini Borutzky, 1950
29. Lycenchelys birsteini Andriashev, 1958
30. Macrostylis birsteini Mezhov, 1993
31. Meroscalpellum birsteini  (Zevina, 1973)
32. Mimonectes birsteini  (Vinogradov, 1956)
33. Mirabilicoxa birsteini  (Menzies, 1962)
34. Neobisium birsteini  (Lapschoff, 1940)
35. Nephropides birsteini Zarenkov & Semenov, 1972
36. Niphargus birsteini Dedyu, 1963
37. Oratosquilla birsteini Makarov, 1971
38. Oxychilus birsteini Tzvetkov, 1940
39. Paralomis birsteini Macpherson, 1988
40. Paranais birsteini Sokolskya, 1971
41. Pontohoratia birsteini  (Starobogatov, 1962)
42. Protanais birsteini  (Kudinova-Pasternak, 1970)
43. Pseudocrangonyx birsteini Labay, 1999
44. Roncus birsteini Krumpál, 1986
45. Speodiaptomus birsteini Borutsky, 1962
46. Storthyngura birsteini Menzies, 1962
47. Synidotea birsteini Kussakin, 1971
48. Thymops birsteini  (Zarenkov & Semenov, 1972)
49. Troglohyphantes birsteini Charitonov, 1947

## Семья
- Жена — Нона Георгиевна Луппо[1].
  - Сын — Вадим (род. 1944), генетик, доктор биологических наук, историк, биограф отца (автор книги: Мой отец Яков Авадьевич Бирштейн. М.: Новый хронограф, 2012. 196 с. ISBN 978-5-94881-176-5)[4].
- Брат — Макс Авадьевич Бирштейн (1914—2000), художник.